# Primera Divisió 2008/09
Die Primera Divisió 2008/09 war die 14. Spielzeit der höchsten Fußball-Spielklasse Andorras. Der Wettbewerb startete am 21. September 2008 und endete am 7. Mai 2009, acht Teams nahmen teil. Insgesamt wurden 391 Tore erzielt, was einem Schnitt von 4,89 Toren pro Spiel entsprach. Den höchsten Sieg errang Meister UE Sant Julià mit 18:0 zuhause gegen UE Engordany. Vizemeister FC Santa Coloma landete mit 12:0 beim späteren Absteiger FC Rànger’s den höchsten Auswärtssieg.

## Modus
Zuerst spielten alle Teams gegeneinander zwei Partien, jeweils eine zuhause und eine auswärts. Damit hatte jeder Klub 14 Partien absolviert. Dann wurden eine Meister- und eine Abstiegsrunde ausgespielt: Die ersten vier Teams der regulären Saison spielten nach dem gleichen Modus wie in der Vorrunde untereinander den Meister aus, auf die gleiche Art ermittelten die vier letzten Teams den Absteiger und den Relegationsteilnehmer, sodass jeder Klub noch sechsmal spielte. Die Ergebnisse aus der regulären Saison wurden übernommen. Somit hatte jeder Klub am Ende 20 Spiele absolviert.

## Teilnehmer
| Primera Divisió 2008/09 |                     |                           |
| Name                    | Stadt               | Stadion                   |
| CE Principat            | Andorra la Vella    | Camp d’Esports d’Aixovall |
| FC Lusitanos            | Andorra la Vella    | Camp d’Esports d’Aixovall |
| FC Santa Coloma         | Andorra la Vella    | Camp d’Esports d’Aixovall |
| UE Santa Coloma         | Andorra la Vella    | Camp d’Esports d’Aixovall |
| FC Rànger’s             | Andorra la Vella    | Camp d’Esports d’Aixovall |
| Inter Club d’Escaldes   | Escaldes-Engordany  | Camp d’Esports d’Aixovall |
| UE Engordany            | Escaldes-Engordany  | Camp d’Esports d’Aixovall |
| UE Sant Julià           | Sant Julià de Lòria | Camp d’Esports d’Aixovall |

## Vorrunde
Nach den 14 Vorrunden-Spieltagen hatte UE Sant Julià (35) zwei Punkte Vorsprung auf den FC Santa Coloma (33). Mit diesem Vorsprung gewann Sant Julià am Ende auch den Titel. Zu diesem Zeitpunkt hatte auch der FC Lusitanos noch Chancen auf den Titel (5 Punkte Rückstand auf den Tabellenführer). Ebenfalls für die Meisterrunde konnte sich CE Principat qualifizieren. Nach der Vorrunde hatte der Verein vier Punkte Abstand auf Aufsteiger UE Santa Coloma. Damit war UE Santa Coloma der erste Teilnehmer an der Abstiegsrunde. Doch man hatte bereits zu diesem Zeitpunkt 14 Zähler mehr auf dem Konto als der Inter Club d’Escaldes auf dem Relegationsplatz.
UE Engordany hatte nach der Vorrunde die meisten Gegentreffer kassiert (75) und erst 9 Punkte gesammelt. Damit stand der Klub nach der regulären Saison aber noch vor dem Inter Club d’Escaldes. Dieser Verein hatte mit nur 12 eigenen Treffern nach 14 Spielen den schlechtesten Wert in dieser Kategorie. Erst ein Sieg stand für den Tabellenletzten FC Rànger’s nach der ersten Runde zu Buche.

### Tabelle
| Pl. | Verein                | Sp. | S  | U | N  | Tore    | Diff. | Punkte |
| --- | --------------------- | --- | -- | - | -- | ------- | ----- | ------ |
| 1.  | UE Sant Julià (P)     | 14  | 11 | 2 | 1  | 069:100 | +59   | 35     |
| 2.  | FC Santa Coloma (M)   | 14  | 10 | 3 | 1  | 058:500 | +53   | 33     |
| 3.  | FC Lusitanos          | 14  | 10 | 0 | 4  | 036:170 | +19   | 30     |
| 4.  | CE Principat          | 14  | 8  | 1 | 5  | 032:310 | +1    | 25     |
| 5.  | UE Santa Coloma (N)   | 14  | 6  | 3 | 5  | 035:280 | +7    | 21     |
| 6.  | UE Engordany          | 14  | 3  | 0 | 11 | 021:750 | −54   | 09     |
| 7.  | Inter Club d’Escaldes | 14  | 2  | 1 | 11 | 012:480 | −36   | 07     |
| 8.  | FC Rànger’s           | 14  | 1  | 0 | 13 | 022:710 | −49   | 03     |

Platzierungskriterien: 1. Punkte – 2. Direkter Vergleich (Punkte, Tordifferenz, geschossene Tore) – 3. Tordifferenz – 4. geschossene Tore

| (M) | amtierender andorranischer Meister     |
| (P) | amtierender andorranischer Pokalsieger |
| (N) | Neuaufsteiger der letzten Saison       |

### Kreuztabelle
| 2008/09               | UE Sant Julià | FC Santa Coloma | FC Lusitanos | CE Principat |     | UE Engordany | Inter Club d’Escaldes | FC Rànger’s |
| UE Sant Julià         |               | 1:1             | 3:0          | 6:1          | 3:0 | 18:0         | 5:0                   | 6:1         |
| FC Santa Coloma       | 1:0           |                 | 0:2          | 0:0          | 0:0 | 6:0          | 8:0                   | 4:1         |
| FC Lusitanos          | 0:1           | 0:2             |              | 2:1          | 5:1 | 4:1          | 2:0                   | 5:2         |
| CE Principat          | 0:6           | 0:7             | 2:3          |              | 5:0 | 4:1          | 2:0                   | 5:4         |
| UE Santa Coloma       | 2:2           | 1:4             | 3:2          | 0:1          |     | 6:2          | 4:0                   | 9:1         |
| UE Engordany          | 1:7           | 0:7             | 0:4          | 2:3          | 1:4 |              | 3:2                   | 5:4         |
| Inter Club d’Escaldes | 1:5           | 0:6             | 0:4          | 0:1          | 2:2 | 2:4          |                       | 3:1         |
| FC Rànger’s           | 2:6           | 0:12            | 1:3          | 0:7          | 0:3 | 4:1          | 1:2                   |             |

## Meisterrunde
UE Sant Julià konnte den Vorsprung von zwei Punkten aus der Vorrunde auf den FC Santa Coloma bis zum Schluss halten und gewann die Meisterschaft. Beide Vereine siegten je zweimal gegen die zwei anderen Teilnehmer der Meisterrunde, in den direkten Duellen gab es jeweils einen Erfolg für jeden. In der gesamten Saison erzielte UE Sant Julià mit 84 Toren die meisten Treffer der Liga. Die wenigsten Gegentore kassierte der Vizemeister (12). UE Sant Julià zog damit in die Qualifikation zur UEFA Champions League ein. Der FC Santa Coloma gewann den nationalen Pokal und erreichte damit die Qualifikation zur UEFA Europa League. Im Finale besiegte man den Liga-Vierten FC Lusitanos mit 6:1. Sant Julià und Santa Coloma machten die Meisterschaft unter sich aus: Vizemeister Santa Coloma hatte am Ende 17 Punkte Vorsprung vor dem Dritten CE Principat. Dieser gewann beide Partien gegen den Vorrundendritten FC Lusitanos. Der FC Lusitanos war nach der regulären Saison noch Dritter mit fünf Zählern Rückstand auf UE Sant Julià gewesen. Doch in der Meisterrunde verlor man alle Spiele, musste die Meisterschaftshoffnungen begraben und fiel auf Rang vier zurück. Auch im Pokalfinale musste der FC eine Niederlage hinnehmen.
Die Ergebnisse aus der Vorrunde wurden übernommen.
| Pl. | Verein              | Sp. | S  | U | N  | Tore    | Diff. | Punkte |
| --- | ------------------- | --- | -- | - | -- | ------- | ----- | ------ |
| 1.  | UE Sant Julià (P)   | 20  | 16 | 2 | 2  | 084:150 | +69   | 50     |
| 2.  | FC Santa Coloma (M) | 20  | 15 | 3 | 2  | 075:120 | +63   | 48     |
| 3.  | CE Principat        | 20  | 10 | 1 | 9  | 038:470 | −9    | 31     |
| 4.  | FC Lusitanos        | 20  | 10 | 0 | 10 | 039:300 | +9    | 30     |

| (M) | amtierender andorranischer Meister     |
| (P) | amtierender andorranischer Pokalsieger |

| Meisterrunde    | UE Sant Julià | FC Santa Coloma | CE Principat | FC Lusitanos |
| UE Sant Julià   |               | 3:2             | 5:0          | 3:0          |
| FC Santa Coloma | 3:1           |                 | 3:1          | 3:1          |
| CE Principat    | 0:2           | 1:4             |              | 2:1          |
| FC Lusitanos    | 0:1           | 0:2             | 1:2          |              |

## Abstiegsrunde
Aufsteiger UE Santa Coloma, der die Meisterrunde um vier Punkte verpasst hatte, gewann alle sechs Spiele der Abstiegsrunde und hatte so mehr Gesamtpunkte als der Liga-Dritte und -Vierte in der Meisterrunde. Außer den beiden Spielen gegen UE Santa Coloma konnte auch UE Engordany alle Partien der Abstiegsrunde für sich entscheiden. So baute man den Abstand auf Relegationsplatz sieben zum Ende von zwei auf acht Punkte aus.
Diesen Relegationsplatz verließ der Inter Club d’Escaldes während der gesamten Abstiegsrunde nicht. Doch zumindest wurden die Spiele gegen den Letzten FC Rànger’s gewonnen und so der direkte Abstieg verhindert, obwohl man die wenigsten Treffer der Liga erzielte (25). In den Relegationsspielen musste der Klub gegen den Zweitligazweiten AC d’Escaldes ran (s. unten).
Dagegen stieg der Tabellenachte FC Rànger’s direkt ab. Den einzigen Saisonsieg und damit die einzigen Punkte hatte der Verein in der Vorrunde mit einem 4:1 gegen UE Engordany errungen. 100 Gegentreffer waren der schlechteste Wert der gesamten Liga. Der Rückstand auf Relegationsplatz sieben betrug am Ende 10 Punkte.
Die Ergebnisse aus der Vorrunde wurden übernommen.
| Pl. | Verein                    | Sp. | S  | U | N  | Tore    | Diff. | Punkte |
| --- | ------------------------- | --- | -- | - | -- | ------- | ----- | ------ |
| 5.  | UE Santa Coloma (N)       | 20  | 12 | 3 | 5  | 065:310 | +34   | 39     |
| 6.  | UE Engordany              | 20  | 7  | 0 | 13 | 039:880 | −49   | 21     |
| 7.  | Inter Club d’Escaldes (N) | 20  | 4  | 1 | 15 | 025:680 | −43   | 13     |
| 8.  | FC Rànger’s               | 20  | 1  | 0 | 19 | 026:100 | −74   | 03     |

| (N) | Neuaufsteiger der letzten Saison |

| Abstiegsrunde         |     | UE Engordany | Inter Club d’Escaldes | FC Rànger’s |
| UE Santa Coloma       |     | 6:0          | 3:0                   | 8:0         |
| UE Engordany          | 2:3 |              | 4:2                   | 4:0         |
| Inter Club d’Escaldes | 1:5 | 2:4          |                       | 4:0         |
| FC Rànger’s           | 0:5 | 0:4          | 2:4                   |             |

## Relegation
In zwei Relegationspartien am 17. und 24. Mai spielte der Siebte der Primera Divisió, der Inter Club d’Escaldes, gegen den Zweitligazweiten Atlètic Club d’Escaldes.
Schließlich sicherte sich Erstligist Inter Club d’Escaldes durch ein 10:9 im Elfmeterschießen den Klassenerhalt. Das Hinspiel endete 2:1 für den Erstligasiebten, mit dem gleichen Resultat gewann der Zweitligist das Rückspiel, wodurch es zu Verlängerung und Elfmeterschießen kam.
|                       | Gesamt           |                         | Hinspiel | Rückspiel |
| --------------------- | ---------------- | ----------------------- | -------- | --------- |
| Inter Club d’Escaldes | 3:3 (10:9 i. E.) | Atlètic Club d’Escaldes | 2:1      | 1:2 n. V. |